# 日枝神社 (清瀬市)
日枝神社（ひえじんじゃ）は、東京都清瀬市の神社。

## 歴史
1579年（天正7年）に創建された。「中島筑後守信尚」という人物によって創建されたと伝えられる。「正覚寺」（現在は廃寺）が別当寺であった。
摂末社を多く抱えており、中でも「水天宮」は本社に匹敵する規模であり、入口も別に作られている。当社公式サイトでも「日枝神社・水天宮」「日枝神社 水天宮」と称し、他の摂末社とは一線を画し、日枝神社に準じた扱いを受けている。

## 文化財
- 不動明王立像（清瀬市指定文化財 昭和54年4月6日指定）[3]
- 三猿の石燈籠（清瀬市指定文化財 昭和61年1月14日指定）[4]
- 日枝神社本殿（清瀬市指定文化財 昭和61年1月14日指定）[5]
- スギ（日枝神社）（清瀬市指定天然記念物 昭和54年4月6日指定）[6]

## 交通アクセス
- 清瀬駅より徒歩15分。